# Sexto Julio César (cónsul 91 a. C.)
Sexto Julio César  (m. 89 a. C.) fue un político y militar romano del siglo I a. C. perteneciente a la gens Julia.

## Familia
Sexto César fue miembro de los Julios Césares, una familia patricia de la gens Julia. Fue hijo de Cayo Julio César y de Marcia, y hermano de Cayo Julio César (padre del dictador Julio César) y de Julia, esposa de Cayo Mario.

## Carrera pública
Probablemente fue pretor en el año 94 a. C. y ocupó el consulado en el año 91 a. C. junto con Lucio Marcio Filipo. Poco después estalló la guerra Social, en la cual participó a las órdenes de Pompeyo Estrabón. Murió de enfermedad durante el asedio de Ásculo.
El nombre de su abuelo aparece en los Fastos Capitolinos, pero rota en parte, de forma que no se pueden rastrear más atrás sus ancestros. Apiano lo confunde con Lucio Julio César, el cónsul del año 90 a. C.